# 瞿弦和
瞿弦和（1944年9月—），男，汉族，生于印尼苏门答腊，中华人民共和国政治人物，中国煤矿文工团（中国安全生产艺术团）团长，一级演员，中国共产党党员，第八、九、十、十一届全国政协委员。

## 生平
1965年毕业于中央戏剧学院表演系。
2008年，当选第十一届全国政协委员，代表中华全国归国华侨联合会，分入第二十五组。并担任港澳台侨委员会专委。

## 家庭
妻子是中央戏剧学院教授张筠英。